# Leonor Azcárate
Leonor Azcárate Barón (Ciudad de México, 9 de febrero de 1955) es una dramaturga, periodista y guionista mexicana.

## Trayectoria
Es licenciada en letras hispánicas por la Facultad de Filosofía y Letras de la Universidad Nacional Autónoma de México. Estudió arte dramático en el Centro de Arte Dramático A.C. (CADAC) y cursos privados con dramaturgos como Hugo Argüelles, Héctor Azar, Vicente Leñero y Ricardo Garibay, entre otros. 
Su obra se enmarca dentro de la corriente Nueva dramaturgia mexicana, en boga en los años 70 y 80 en su país. Fue parte del Sistema Nacional de Creadores de Arte.

## Obras

### Cuento
- La isla interior, 1982.
- Música verbal e imagen (colectivo), 1987.

### Teatro
- El sueño de los peces, 1977
- Regina 52, 1985
- Fauna rock, 1985
- Margarita resucitó, 1987
- Tierra caliente, 1988
- Una nariz muy larga y un ojo muy saltón, 1990
- Un día de dos, 1982
- Trabajo sucio, 1992
- Pasajero de media noche, 1993
- El día que las niñas Fassbinder se pusieron en huelga, 2007[5]

## Premios y reconocimientos
- Tercer lugar en el Concurso Nacional de Obras Teatrales de la SOGEM, 1987 por Margarita resucitó
- Premio Nacional de Teatro Infantil del INBA, 1990 por Una nariz muy larga y un ojo muy saltón